# Новаци
 Тази статия е за битолското село.  За дебърското село вижте Новак (Община Вапа).  За филма от 2010 г. вижте Новаци (филм).
Новаци (на македонска литературна норма: Новаци) е село в Северна Македония, едно от най-големите села в Битолското поле. Седалище е на едноименната община Новаци.

## География
Отстои на 11 km от Битоля, разположено в централната част на Битолското поле. Лежи на пътя от Битоля, пресичащ Селечка планина за битолския дял на Мариово.

## История
Църквата в селото „Свети Атанасий“ е изградена в 1868 година.
Според статистиката на Васил Кънчов („Македония. Етнография и статистика“) към 1900 година в Ноаци живеят 450 българи-християни.
На Етнографската карта на Битолския вилает на Картографския институт в София от 1901 година Новаци е чисто българско село в Битолската каза на Битолския санджак с 50 къщи.
В началото на XX век цялото село е под върховенството на Българската екзархия. По данни на секретаря на екзархията Димитър Мишев („La Macédoine et sa Population Chrétienne“) в 1905 година в Ноаци има 440 българи екзархисти.
През ноември 1912 година край Новаци се водят част от боевете в хода на Битолската битка, като сръбските части правят неуспешен опит да форсират река Черна, отбранявана от османски войски.
По време на българското управление във Вардарска Македония в годините на Втората световна война, Илия К. Митрев от Битоля е български кмет на Новаци от 11 септември 1941 година до 2 февруари 1942 година. След това кмет е Любен Чакръкчиев от Охрид (14 февруари 1942 - 9 септември 1944).
Според преброяването от 2002 година селото има 1283 жители, от които:
| Националност     | Всичко |
| северномакедонци | 1281   |
| албанци          | 0      |
| турци            | 0      |
| роми             | 0      |
| власи            | 0      |
| сърби            | 0      |
| бошняци          | 0      |
| други            | 2      |

В 2006 година е построен манастирът „Света Богородица“, на 1 km от Новаци, на десния бряг на Черна. Църквата е монументална, с осем купола, покрити с медни плочи.

## Стопанство
Новаци е типично земеделско селище, основно се отглеждат житни култури.
Близо до селото се намира най-голямата топлоелектоцентрала (ТЕЦ) в Северна Македония – РЕК „Битоля“, както и фабриката ФОД Новаци, една част от жителите на селото е заето в тях.

## Обществени институции
- Основно училище.
- Ветеринарна станция.
- Земеделска задруга.
- Поща.
- Амбулатория.

- Църква „Рождество на Пресвета Богородица“
- Църква „Свети Атанасий“
- Селската поща

## Личности
Починали в Новаци
- Димитър Каменски, български военен деец, подпоручик, загинал през Първата световна война[8]
- Станчо Станчев Николов, български военен деец, капитан, загинал през Първата световна война[9]